# بسی
بسی (به انگلیسی: Bassae) یا بِسی یا وَسس به معنای دره‌ای کوچک در میان صخره‌ها مکانی باستانی در شمال شرقی مسینیا پریفکچر (به انگلیسی: Messenia) است که در زمان قدیم جزئی از آرکادیا بوده‌است . بسی در کنار روستای اسکلیروس، در شمال شرقی فیگالیا، در جنوب آندریتسینا و در شرق مگالوپلیس قرار دارد . 
این مکان به دلیل حفظ معبد آپولو اپیکیوریس از اواسط تا اواخر قرن پنجم پیش از میلاد، مشهور است . اگرچه این معبد از لحاظ جغرافیایی از حکومت بزرگ یونان باستان دور بوده‌است، با این حال یکی از معابدی است که به دلیل خصوصیات غیرمعمول خود بسیار مورد مطالعه قرار گرفته‌است . بَسی اولین مکان در یونان بود که سال ۱۹۸۶ در فهرست میراث جهانی ثبت شد  عمارت این بنا بین سالهای ۴۰۰ تا ۴۵۰ پیش از میلاد ساخته شده‌است . 